# Pavel Huyn
Pavel Maria Josef Antonín Graf Huyn (ur. 17 lutego 1868 w Brnie, zm. 1 października 1946 w Bolzano) – czeski duchowny rzymskokatolicki pochodzenia niemieckiego, hrabia, biskup brneński w latach 1904–1916, arcybiskup metropolita praski w latach 1916–1919, łaciński patriarcha Aleksandrii w latach 1921–1946